# マジカル★エクスプローラー エロゲの友人キャラに転生したけど、ゲーム知識使って自由に生きる
『マジカル★エクスプローラー エロゲの友人キャラに転生したけど、ゲーム知識使って自由に生きる』は、入栖による日本のライトノベル。2018年2月から2022年10月まで小説家になろうに投稿され、2019年11月から角川スニーカー文庫（KADOKAWA）より書籍化されている。イラストは神奈月昇が担当している。2024年11月時点で電子版を含めたシリーズ累計部数は70万部を突破している。
メディアミックスとして、緋賀ゆかりによるコミカライズが『ヤングエースUP』（KADOKAWA）にて2020年8月10日から連載中。2023年9月に開催されたオンラインイベント「スニーカー文庫35周年FESTA！」にてアニメ化企画が発表された。

## 登場人物
声はボイスコミック、ボイスドラマなどのメディアミックスのもの。

### 主要人物
瀧音 幸助（たきおと こうすけ）
声 - 島﨑信長
本作の主人公。ゲーム『マジカル★エクスプローラー』の友人（悪友）キャラクターで全キャラトップクラスの魔力量を持っている。元々はエロゲ好きの日本人だったが、ゲーム内に転生した。本来の幸助のことを「救いようのない馬鹿なチャラ男」と見下していたが裏設定を知り、絶望もするも初めて魔法を使ったことに感動し、持ち前の知識や作品愛でヒロイン達を救い、伊織をライバルとして宣誓布告し、彼を超える最強を目指すようになる。
ゲーム内では表向きは典型的な悪友キャラらしく成績が悪くスケベでお調子者で馬鹿なことしかしないダメ男だが実はスマホ越しで魔族に両親を殺され、さらにほとんどの親戚に絶縁され、唯一の肉親の父方祖母も入院しており、近所からも迫害を受け、さらに元の家も区画整理で取り壊されるなど不憫すぎる裏設定がある。
前述の最強を目指すために、体を鍛えたり、魔法の鍛錬などを欠かさず行っており、加えて、より効率的に強くなるためにその方法を模索している。
トップクラスを誇る魔力量と特殊な能力を持っており、得意魔法は身体強化と物質への魔力付与(エンチャント)。特に魔力付与においては異常なまでの適性があり、毬乃からも魔力付与と魔力量は自分以上と言わしめる程。反面、放出系魔法の適性はほとんどない。
戦闘では、接近戦主体で、首に巻いている長めのマフラーやストールに、膨大な魔力をあてがい戦うスタイル。魔力を纏ったマフラーは自分の手足のように自在に動かすことができる。また、鉄のように硬化させて盾にしたり、水属性を付与して、火属性を弾く、氷属性を付与してクーラー代わりにするなど汎用性が高い。一方で遠距離戦は不得意。
リュディ/ リュディヴィーヌ・マリー＝アンジュ・ド・ラ・トレーフル
声 - 加隈亜衣
エルフの国の『トレーフル皇国』皇帝の次女であるお嬢様でゲームパッケージに映るメインヒロインの一人。腰まで伸ばした金髪と碧目が特徴のエルフの美少女。ラーメン好きな一面もある。ゲームにおいて、かつて宿泊していたホテルで邪神教のテロが発生し、その際、執事オーレリアンが裏切ったことによって、男性不信になるも伊織に心を開き、幸助には虫けら以下の扱いをするが、本作ではその場面に偶然出会した幸助（主人公）に救われたことにより、彼に信頼を寄せるようになる。後に邪神教の魔の手から身を守って貰う目的で、クラリスと共に毬乃の家に居候することになる。
水守 雪音（みずもり ゆきね）
風紀会の副隊長。光沢のある清楚な黒髪ロングが特徴で、幸助が思わず見てしまうほど巨乳を持つ。戦闘時には髪をポニーテールで纏ている。凛とした佇まいで、気品がありながらも真面目でストイックな性格。一方で甘いものが好きという年相応の女性らしい一面がある。主人公の一番の推しヒロイン。幸助達より学年が上な為、幸助からは「雪音先輩」と呼ばれており、師匠でもある。姉がいたが亡くなっている。日課として武術訓練を行なっており、その最中にトレーニングをしていた幸助と出会った。それ以降、彼とは親交を深め合う仲になる。
戦闘では薙刀を武器として戦う。
ななみ
声 - M・A・O
幸助が見つけた古代魔法オーバーテクノロジーの知識を持つメイドナイト。見た目は艶のある銀色の髪、赤紫と青紫のオッドアイの美少女。本人曰く「ホムンクルスなどとは違う存在」らしく能力や戦闘力は優秀で全ての職業、武器に適性がある。正式名称は「MKS73（メイドナイトシキエディションセブンスリー）」であり、「ななみ」という名前は識別番号の73を捩ったものである。クールに見えるが実際は毒舌で破天荒な性格でよくふざけては幸助に突っ込みを入れられている。何故か毬乃を目の敵にしている。
聖 結花（ひじり ゆいか）
伊織の義妹。ツクヨミ学園に編入してきた。ゲームパッケージのヒロインとしては珍しく幸助をぞんざいに扱わないが好意を抱く様子はない。

### 花邑家メンバー
花邑 はつみ（はなむら はつみ）
毬乃の娘で、幸助のはとこ。魔法学園の教授。寡黙で淡々とした性格で、基本的に無口で感情を顔に出すことも少ない。毬乃に似た美人で体つきは肉感的である。主人公曰く「幸助とはつみは水と油の相性最悪」だが以前から弟が欲しかったようで何か面倒見ようとするなど可愛がっている。本人は自覚してないが料理が殺人級に下手で食した幸助達も死にかけるほど。ただし、幸助によるとコーヒーに関しては美味しいとのこと。
亡くなった父の研究を引き継いでおり、ゲームにおいては主人公である伊織に重要な技を授ける役割を担っていた。
花邑 毬乃（はなむら まりの）
声 - 渕上舞
ツクヨミ魔法学園の学園長。幸助の母の従姉妹らしく、両親がいない幸助を養子に引き取る。年齢不詳で紫色の垂れ目とウェーブがかった長髪、玉のようなきめ細かい肌を持ち、成人した娘を持った未亡人とは思えない若々しい美貌の持ち主であり、主人公も攻略対象に望むほど。料理上手。ゲームではあまり登場せず、謎の多い人物で本作でも謎が多い。幸助への扱いも不明である。
「ツクヨミの魔女」の異名を持ち、魔法界と政財界の重鎮である「花村グループ」の一員であり、彼女自身も魔法界における権力者でもある。魔法の実力も高く、Sランクモンスターをソロで討伐した実績を持つ。
養子となった幸助に対して、母親のように降り舞いながらも満更でもないようで幸助の裸をこっそりと見たり、彼の言葉を告白と勘違いしたり、夜這いに来るのを期待していたりする。
クラリス
声 - 紡木吏佐
リュディのボディガードとメイドを兼任しているエルフの女性。髪は緑色のショートヘアで、背が高く、胸は大きくないが、尻が大きい。真面目な性格で、本来ならリュディと共に幸助を害虫扱いし、ぞんさいに扱うが本作ではリュディを救った恩人として信頼している。一方で酒癖が悪かったり、どこか抜けているなどポンコツな一面もある。
戦闘では、魔法剣と盾魔法を使うスタイルで、ある程度魔法が使えるため、遠距離戦闘も可能である。

### ツクヨミ学園生徒
聖 伊織（ひじり いおり）
ゲーム『マジカル★エクスプローラー』の本来の主人公。見た目は中性的な容姿をしており、女装すると女の子にしか見えないほどである。見た目通り、温厚で優しい性格な為、ヒロイン達から愛されており、ルートによっては何十人のヒロイン達とハーレムエンドを迎えるほどでまた育てれば登場キャラ最強のキャラに成長するなど主人公らしい優遇ぶりを受けている。コーヒーに角砂糖を10個入れる甘党。
加藤 里菜（かとう りな）
ゲームパッケージに映るメインヒロインの一人、通称「カトリナ」。ピンク色の長髪をツインテールで纏めている。盗賊シーフ系スキルの覚えが良く、キャラとしても優秀な人物。幸助曰く「胸はないが女子としてはA＋ランク」らしい。勝気な性格で、可愛らしい容姿をしているが、貧乳を気にしており、幸助によく指摘される為、ヒロインの誰よりも幸助を嫌っており、幸助の天敵である。
アイヴィ
ツクヨミ学園新聞を発行する新聞部の部長。ウサギの耳を持つ兎人族の女性。性格は常にハイテンションである。語尾に「ぴょん」を付ける。

### 三会

#### 生徒会
モニカ・メルツェーデス・フォン・メビウス
帝国貴族。ゲームパッケージに映るメインヒロインの一人であり、生徒会の会長を務めている赤髪のポニーテールにした女子生徒。
学園の生徒の中で最強の強さを誇り、べニートを凌ぐ天才で、一年時から頭角を現し、様々な記録を作っている。ツクヨミダンジョンの最深部到達記録保持者のひとりでもある。人望、カリスマ性も兼ね備えており、学園には彼女のファンクラブが存在している。
フラン/フランツィスカ・エッダ・フォン・グナイゼナウ
帝国貴族。生徒会副会長を務めている。メガネをかけた女子生徒で、非常に真面目な性格をしている。
ガブリエッラ・エヴァンジェリスタ
ベニートの妹である女子生徒。金髪の縦ロールをした美人であるが、高飛車かつ負けず嫌いな性格。その一方で優しい一面を持つ。成績優秀で初回テスト学科試験で1位であったが、幸助がダンジョン40層を最短かつ1人で攻略したことによって、彼に出し抜かれ2位になった。
生徒会に入った。

#### 風紀会
ステフ/ステファーニア・スカリオーネ
法国の現聖女。白い髪色で髪型はストレートロングヘアで制服の上に白いローブを羽織っている。学園では風紀会の会長を務めている。普段はお淑やかで優しい性格を装っているため、学園生から人気があるが、裏表のある性格で実際はかなりの捻くれ者であり、素っ気ない態度をとり、面倒くさがりでもある。カトリナと同じく、胸の小ささを気にしており、そのことを揶揄すると激怒する。

#### 式部会
ベニート・エヴァンジェリスタ
金髪の男子学生で、学園では式部会の会長職『式部卿』を務めている。法国の貴族で、その中でもかなり上位の地位にあり、法国で重要な役割を担うエヴァンジェリスタ家の長男でもある。法国でも有名な天才であるが、一部を除いた他者を見下した言動や態度を取るため、学園生(特に一般生徒)からかなり嫌われており、一部生徒から「クソニート」という蔑称で呼ばれることもあるが、本人自身は嫌われることに対してあまり思っていない。妹であるガブリエッラのことを可愛がっている。
姫宮 紫苑(ひめみや　しおん)
黒髪ロングの髪型に和服を着た女子生徒で、式部会の副会長職『式部大輔』を務めている。口調も古風である。
アネモーヌ・ド・ラ・セルダ
ダークエルフの女性。トーレフル皇国出身。妖艶と言う言葉が似合う美人で背の高さはクラリスさんと同じくらい高くが、スレンダーなクラリスさんと違い胸は大きい。しかし、自他共に認める変態である、式部会の『大丞』を務めている。
ある理由から自身の名字を嫌っており、名前で呼んでもらうようにしている。

### ツクヨミ学園関係者
ルイージャ
ツクヨミ学園の教師。胸が大きく、美人というより可愛い顔立ちをしており、左の目の下には泣きぼくろがあり、髪の色はストロベリーブロンドである。若く見えるが、年齢は20代後半のアラサーである。面倒見が良い性格で、学生時代は後輩にとても慕われており、現在でも慕われている。料理と裁縫が得意な家庭的な一面もあるが、恋愛に関しては、初めて好きになった人がゲイだったため、失恋。それが原因で及び腰になっている。また、金銭感覚がルーズであるため、騙されやすい性格もあって多額の借金がある。現在は借金を花邑家（幸助）が管理しており、給料、家賃、光熱費、食費なども幸助が管理している。基本的にお小遣い制になっている。

## 用語
ツクヨミ魔法学園
国が出資している魔法教育機関である。国内外から数多くのエリートが入学してくる超がつくほどのエリート学園。
広大な敷地を有しており、学園内には魔法訓練場、体育館、武道館、全校生徒を余裕で収納できる円形闘技場など多数の施設が充実している。さらに学園の特色とも言える三つのダンジョンが存在する。また、幾つもの研究室があり、学園生だけでなく、研究員がいる。
三会
学園内で大きな権力を持つ生徒会、風紀会、式部会の総称。会員は実力者揃いで、入会できるのはごく一部のエリートだけである。
生徒会
学園祭や魔法大会等のイベントを計画実行する組織。生徒達の模範となっている。
風紀会
学園内の風紀を守る為に活動している組織。暴力的問題があった際には、主に風紀会が動き、解決に導く。
式部会
生徒会の活動に関しての監査や不信任案を出すことが出来る組織であるが、実際に活動しているかは不明。
ダンジョン
『マジカル★エクスプローラー』の世界に数多に存在する構造物であり、そこからモンスターが溢れ続けている。洞窟や遺跡風のダンジョンを始め、老屋敷のような和風なもの、草原地帯、渓谷、火山、雪原、浮遊島、壁全体が水晶出来たものなどその種類は多種多様である。

## 作風
エロゲ（美少女ゲーム）がテーマのひとつとなっており、主人公が美少女ゲームのキャラクターとして転生する。2020年7月22日には、美少女ゲーム『Nursery Rhyme -ナーサリィ☆ライム-』の主題歌である楽曲「true my heart」とのコラボレーションPVが公開された。

## 既刊一覧
- 入栖（著）・神奈月昇（イラスト） 『マジカル★エクスプローラー エロゲの友人キャラに転生したけど、ゲーム知識使って自由に生きる』 KADOKAWA〈角川スニーカー文庫〉、既刊11巻（2024年11月29日現在）
  1. 2019年11月1日発売[3]、ISBN 978-4-04-108371-0
  2. 2020年3月1日発売[10]、ISBN 978-4-04-108372-7
  3. 2020年8月1日発売[11]、ISBN 978-4-04-109541-6
  4. 2021年1月29日発売[12]、ISBN 978-4-04-109542-3
  5. 2021年7月1日発売[13]、ISBN 978-4-04-111408-7
  6. 2022年2月1日発売[14]、ISBN 978-4-04-111409-4
  7. 2022年9月1日発売[15]、ISBN 978-4-04-112667-7
  8. 2023年4月28日発売[16]、ISBN 978-4-04-112668-4
  9. 2023年9月29日発売[17]、ISBN 978-4-04-114181-6
  10. 2024年3月29日発売[18]、ISBN 978-4-04-114699-6
  11. 2024年11月29日発売[19]、ISBN 978-4-04-115318-5
- 入栖（原作）・神奈月昇（キャラクター原案）・緋賀ゆかり（漫画） 『マジカル★エクスプローラー エロゲの友人キャラに転生したけど、ゲーム知識使って自由に生きる』 KADOKAWA〈角川コミックス・エース〉、既刊2巻（2024年3月8日現在）
  1. 2021年3月10日発売[20]、ISBN 978-4-04-111007-2
  2. 2024年3月8日発売[21]、ISBN 978-4-04-113414-6